# Штефан Лихтштајнер
Штефан Лихтштајнер  (Луцерн, 16. јануар 1984) бивши је швајцарски је фудбалер који је играо на позицији десног бека.

## Клупска каријера

### Грасхопер
Лихтштајнер је своју каријеру започео у Грасхоперу сезони 2001/02. када је дебитовао за тај клуб у првој швајцарској фудбалској лиги, а те сезоне је сакупио само један лигашки наступ. Следеће сезоне постао је редовни члан почетног састава и увелико помогао клубу да освоји титулу првака.

### Лил
Током сезоне 2004/05. Лихтштајнер је прешао у француски Лил и одмах прве сезоне постао је стални члан француске екипе, а са Лилом је те сезоне изборио треће место и квалификације за Лигу Шампиона. Последња сезона у Француској била је разочаравајућа за Штефана чији је клуб изгубио место у европским такмичењима за само један бод. Но те је сезоне Штефан постигао 4 поготка, што је највише у једној сезони у његовој досадашњој каријери.

### Лацио
Након добрих игара на Еуру 2008. Лихтштајнер је запао за око неколико европских клубова, а у јулу исте године прихватио је понуду Лација и потписао четворогодишњи уговор са Римским клубом. Свој први погодак за Лацио постигао је у градском дербију против Роме у коме је Лацио славио резултатом 4:2 уз велики број картона. У својој првој сезони за Лацио одличан је био у нападачким пробојима са десне стране, док је Србин, Александар Коларов исто то чинио на левој страни. Лацио је завршио тек 10. на табели Серије А, али освојили су италијански куп. Након што је Коларов напустио клуб и Лихтштајнерова судбина није више била тако сигурна јер велики је број европских клубова био заинтересован за његов одлазак из Рима, упркос томе што је Лацио изборио играње у Лиги Европе.

### Јувентус
Дана 27. јуна 2011. Јувентус је потврдио долазак Лихтштајнера у Торино, а Лацио је заузврат добио 10.000.000 евра. Прелазак Лихтштајнера из Лација у Јувентус званично је потврђен 1. јула 2011. Штефан је за Јувентус дебитовао 11. септембра 2011. против Парме. Била је то прва званична утакмица за Јувентус те сезоне, прва службена утакмица за Јувентус на новом стадиону који је отворен само неколико дана раније, а Штефан је постигао гол за 1:0 чиме се уписао у Јувентусову историју као први играч који је постигао погодак на новом стадиону. Утакмица се завршила резултатом 4:1 за Јувентус, а то је била само назнака онога што ће Јувентус приказати те сезоне. Асистент при Лихтштајнеровом поготку против Парме био је Андреа Пирло, а на сличан начин је Штефан постигао и свој други погодак за Јувентус када му је 21. јануара 2012. у Бергаму против Аталанте Пирло асистирао за водећи погодак против домаћина. Јувентус у новој сезони поново прву лигашку утакмицу игра против Парме на домаћем терену, а као и годину дана раније стрелац водећег поготка био је управо Лихтштајнер. Утакмица је завршена резултатом 2:0 за Јувентус. У Јувентусу је провео укупно седам сезона и у том периоду освојио је седам титула првака Италије, четири трофеја у купу и три трофеја у националном суперкупу. Недосањани сан је остала титула првака Европе пошто је Лихтштајнер са торинским "црно–белима" играо два пута у финалу Лиге шампиона али је оба пута бивао поражен.

### Арсенал
Дана 5. јуна 2018. године Лихтшатјнер је као слободан играч напустио Јувентус и потписао једногодишњи уговор са лондонским Арсеналом. Дебитовао је 12. августа у поразу од Манчестер Ситија. 3. јуна се на свом Инстаграм налогу захвалио навијачима Арсенала на подршци као најаву одласка из клуба.

### Крај каријере
Дана 12. августа 2020. године објавио је да завршава играчку каријеру.

## Трофеји
Грасхоперс
- Првенство Швајцарске (1) : 2002/03.

Лацио
- Куп Италије (1) : 2008/09.
- Суперкуп Италије (1) : 2009.

Јувентус
- Првенство Италије (7) : 2011/12, 2012/13, 2013/14, 2014/15, 2015/16, 2016/17, 2017/18.
- Куп Италије (4) : 2014/15, 2015/16, 2016/17, 2017/18.
- Суперкуп Италије (3) : 2012, 2013, 2015.
- Лига шампиона : финале 2014/15, 2016/17.